# Partners of Fate
Partners of Fate (o Partners in Fate) è un film muto del 1921 diretto da Bernard J. Durning. La sceneggiatura di Robert Dillon si basa su un soggetto di Stephen Chalmers. Prodotto dalla Fox Film Corporation, il film aveva come interpreti Louise Lovely (attrice australiana che lavorò a Hollywood), William Scott, Rosemary Theby, Philo McCullough, George Siegmann, Richard Cummings.

## Trama
Due coppie, non troppo bene assortite, si imbarcano ognuna per proprio conto sulla stessa nave in crociera per la luna di miele. Helen Meriless, brava e seria ragazza, ha sposato un uomo fatuo e superficiale; Frances Lloyd, dal canto suo, è una civetta farfallona il cui marito è un serio professionista. La nave subirà un naufragio che metterà a dura prova la solidità dei loro legami. Helen e il marito supereranno la prova restando l'un l'altro fedeli, mentre gli altri due, separatamente, intrecceranno delle relazioni adultere. Una nave giunta in loro soccorso salverà la coppia fedifraga, lasciando gli altri al loro destino. Alla fine, però, i veri vincitori saranno quelli che si sono dimostrati fedeltà l'un l'altra.

## Produzione
Il film fu prodotto dalla Fox Film Corporation.

## Distribuzione
Il copyright del film, richiesto dalla Fox Film Corp., fu registrato il 2 gennaio 1921 con il numero LP15998.

Distribuito dalla Fox Film Corporation e presentato da William Fox, il film uscì nelle sale statunitensi nel gennaio 1921.
Non si conoscono copie ancora esistenti della pellicola che viene considerata presumibilmente perduta.